# Moll de fang
El moll de fang, moll cranquer, moll fanguer, moll blanc, roger de fang, roger blanc o rogeret, gaboc (Mullus barbatus) és una espècie de peix que habita al Mar Mediterrani, l'est del nord de l'oceà Atlàntic des d'Escandinàvia fins al Senegal, i al Mar negre.
N'hi ha dues subespècies:
- Mullus barbatus barbatus (Linnaeus, 1758)
- Mullus barbatus ponticus (Essipov, 1927)